# Albany (Wisconsin)
Albany ist eine Gemeinde (mit dem Status „Village“) im Green County im US-amerikanischen Bundesstaat Wisconsin. Das U.S. Census Bureau hat bei der Volkszählung 2020 eine Einwohnerzahl von 1.096 ermittelt.

## Geografie
Albany liegt im mittleren Süden Wisconsins, 25,9 km nördlich der Grenze zu Illinois. Die Stadt liegt beiderseits des Sugar River, der über den Pecatonica River und den Rock River zum Stromgebiet des Mississippi gehört. Der am Mississippi gelegene Schnittpunkt der drei Bundesstaaten Wisconsin, Iowa und Illinois liegt 114 km westsüdwestlich.
Die geografischen Koordinaten von Albany sind 42°42′28″ nördlicher Breite und 89°26′13″ westlicher Länge. Das Gemeindegebiet erstreckt sich über eine Fläche von 3,39 km². Der Ort ist vollständig von der Town of Albany umgeben, ohne dieser anzugehören.
Die Nachbarorte von Albany sind Brooklyn (21,6 km nordnordöstlich), Evansville (19,1 km nordöstlich), Footville (21,6 km ostsüdöstlich), Orfordville (21,3 km südöstlich), Brodhead (14 km südsüdöstlich), Juda (17,7 km südsüdwestlich), Monroe (24,5 km südwestlich), Monticello (16,9 km westnordwestlich) und Exeter (21,4 km nordwestlich).
Die nächstgelegenen Großstädte sind Wisconsins Hauptstadt Madison (47 km nördlich), Milwaukee (154 km ostnordöstlich), Chicago (205 km südöstlich) und Rockford (71,5 km südsüdöstlich).

## Verkehr
Der Wisconsin State Highway 59 verläuft in Nord-Süd-Richtung als Hauptstraße durch Albany. Alle weiteren Straßen sind untergeordnete Landstraßen, teils unbefestigte Fahrwege sowie innerörtliche Verbindungsstraßen.
Durch Albany verläuft der Sugar River State Trail, ein auf der Trasse einer ehemaligen Eisenbahnstrecke verlaufender Rail Trail für Wanderer und Radfahrer. Im Winter kann der Wanderweg auch mit Schneemobilen befahren werden.
Die nächsten Flughäfen sind der Dane County Regional Airport in Madison (57,5 km nördlich) und der Chicago Rockford International Airport (80,7 km südsüdöstlich).

## Bevölkerung
Nach der Volkszählung im Jahr 2010 lebten in Albany 1018 Menschen in 434 Haushalten. Die Bevölkerungsdichte betrug 300,3 Einwohner pro Quadratkilometer. In den 434 Haushalten lebten statistisch je 2,35 Personen.
Ethnisch betrachtet setzte sich die Bevölkerung zusammen aus 96,5 Prozent Weißen, 0,5 Prozent Afroamerikanern, 0,7 Prozent Asiaten sowie 1,1 Prozent aus anderen ethnischen Gruppen; 1,3 Prozent stammten von zwei oder mehr Ethnien ab. Unabhängig von der ethnischen Zugehörigkeit waren 2,4 Prozent der Bevölkerung spanischer oder lateinamerikanischer Abstammung.
22,6 Prozent der Bevölkerung waren unter 18 Jahre alt, 65,5 Prozent waren zwischen 18 und 64 und 11,9 Prozent waren 65 Jahre oder älter. 51,7 Prozent der Bevölkerung war weiblich.
Das mittlere jährliche Einkommen eines Haushalts lag bei 44.688 USD. Das Pro-Kopf-Einkommen betrug 22.228 USD. 13,5 Prozent der Einwohner lebten unterhalb der Armutsgrenze.

## Bekannte Bewohner
- John Litel (1892–1972), Schauspieler, geboren und aufgewachsen in Albany